# Club Deportivo Municipal Limeño
Maillots
Le CD Municipal Limeño est un club de football salvadorien, fondé en 1949, basé à Santa Rosa de Lima, dans le département de La Unión.
Le club joue ses matchs à domicile au stade Jose Ramon Flores, d'une capacité de 5 000 places.

## Historique
Le Municipal Limeño évolue en première division au début des années 1970, jusqu'en 1975, puis à nouveau de 1993 à 2005. 
En 2009, le club achète sa place dans l'élite au CD Chalatenango, en difficulté financière, mais n'y reste qu'une seule saison.

## Palmarès
- Championnat du Salvador
  - Vice-champion : 1999 (Apertura), 2000 (Apertura), 2024 (Clausura)

- Championnat du Salvador de deuxième division (5)
  - Champion : 1971, 1992, 1993, 2015 (Apertura), 2016 (Clausura)